# Agilis (cég)
Hasonló jelentéssel lásd még: Agilis
Az Agilis a Hamburg Hochbahnt is üzemeltető Benex új leányvállalata. Tevékenysége a vasúti személyszállítás koncesszióban történő üzemeltetése Hof, Bamberg és Regensburg között, valamint délnyugat Bajorországban. Az előbbi 2011 júniusában indul, míg az utóbbi 2010-ben. A társaság 38 Stadler Regio-Shuttle RS1 dízel- és 26 Alstom Coradia Continental villamos motorvonatot üzemeltet.

## Viszonylatok

### Regensburg körül
Az alábbi viszonylatokon a közlekedés 2010 december 12-től indult meg. Itt villamos motorvonatok közlekednek.
| KBS | Viszonylat                                                       |
| --- | ---------------------------------------------------------------- |
| 880 | Neumarkt (Oberpf) – Regensburg Regensburg – Plattling (– Passau) |
| 930 | Regensburg – Neufahrn – z. T. bis Landshut                       |
| 993 | Regensburg – Ingolstadt – Ulm                                    |

### Dízel vonalak
Az alábbi viszonylatokon 2011 decemberétől indult meg a forgalom 38 db Stadler Regio-Shuttle RS1 motorvonattal.
| KBS | Viszonylat                                |
| --- | ----------------------------------------- |
| 820 | Coburg – Lichtenfels                      |
| 821 | Forchheim – Ebermannstadt                 |
| 826 | Bamberg – Ebern                           |
| 831 | Coburg – Bad Rodach                       |
| 850 | Lichtenfels – Bayreuth és Münchberg – Hof |
| 853 | Münchberg – Helmbrechts                   |
| 855 | Marktredwitz – Hof                        |
| 857 | Bad Steben – Hof                          |
| 858 | Hof – Selb                                |
| 860 | Marktredwitz – Kirchenlaibach             |
| 862 | Bayreuth – Weidenberg                     |
| 867 | Bayreuth – Weiden (Oberpfalz)             |